# Vladimir Stankovič
Vladimir Stankovič (ur. 10 czerwca 1967) – słoweński kierowca wyścigowy.

## Biografia
Sukcesy odnosił szczególnie w wyścigach górskich. W 2002 roku został mistrzem Słowenii w Dywizji 6. W 2004 roku uczestniczył Dallarą F398 w mistrzostwach Europy. W roku 2005 zajął trzecie miejsce w Mistrzostwach Europy Strefy Centralnej w klasie D/E2. W sezonie 2010 został mistrzem tego cyklu (gr. E2), rywalizując Reynardem KL01. W 2010 roku zdobył ponadto mistrzostwo Słowenii w wyścigach górskich (Dywizja 4). Tytuł ten obronił rok później.